# Uropodoidea
Los uropodoideos (Uropodoidea) son una superfamilia de ácaros parasitiformes del orden Mesostigmata. Son la mayor superfamilia del suborden Uropodina, con más de 90 géneros y más de 2100 especies reconocidas.

## Ecología
Aunque se sabe que algunos uropodoideos se alimentan de hongos, las escasas especies estudiadas son principalmente pradadoras, sobre todo de gusanos y nemátodos. Son comunes sobre todo en el abono orgánico y en bosques húmedos o de humedad moderada. Algunas especies infestan criaderos dedicados a la lumbricultura, pero probablemente tienen poco efecto en los gusanos. Insectos, miriápodos y pequeños lagartos a menudo son cubiertos por la deutoninfa forésica de estos ácaros, unidos por un pequeño pedículo anal.